# Edward Battel
Edward Battel (auch Edward Battell) war ein britischer Radsportler, der an den Olympischen Sommerspielen 1896 teilnahm.
Im Zeitfahren über 333⅓ m wurde Battel im Velodrom Neo Faliro mit einer Zeit von 26,2 Sekunden Vierter, im 100-km-Bahnrennen gab er nach 17 km auf. Nur im Straßenrennen von Athen nach Marathon errang er den dritten Platz. Nach dem Start stürzte zunächst der spätere Gewinner Aristidis Konstantinidis, was Battell die Führung bescherte. Doch durch die lange Zeit an der Führung war Battel so geschwächt, dass er – nach einem Sturz – die Führung verlor.

## Proteste
Da Battell mit seinem Mannschaftskameraden Frederick Keeping in der britischen Botschaft in Athen arbeitete, wurde er von den in Griechenland lebenden Briten als Nicht-Amateur angesehen, da Amateure für ihren Sport kein Geld annehmen dürfen. Es hieß, er sei kein Gentleman. Trotz aller Proteste startete er bei den Olympischen Spielen.